# .zr
.zr là tên miền quốc gia cấp cao nhất (ccTLD) cũ của Zaire. Vì Zaire hiện đã đổi tên thành Cộng hòa Dân chủ Congo vào năm 1997,.zr bị ngưng sử dụng và .cd thay thế. Vào năm 2001,.zr đã bị xóa.